# And Now Everybody to the Stage
And Now Everybody to the Stage – nagranie video z koncertu zespołu Pendragon, który odbył się w Teatrze Śląskim im. Stanisława Wyspiańskiego w Katowicach w 2006. 

## Spis utworów
Album zawiera utwory:
1. No Place For The Innocent
2. As Good As Gold
3. Guardian Of My Soul
4. Kowtow
5. The Wishing Well
6. The Edge Of The World
7. Nostradamus
8. Dance Of The Seven Veils
9. Paintbox
10. The Last Waltz
11. Breaking The Spell
12. Masters Of Illusion
13. The Black Knight
14. Medley:
The Lost Children [World's End]
Green Eyed Angel
Sister Bluebird
Last Man On Earth
15. Am I Really Losing You?

## Skład zespołu
Twórcami albumu są:
- Nick Barrett – śpiew, gitara
- Clive Nolan – instrumenty klawiszowe
- Peter Gee – gitara basowa, gitara
- Joe Crabtree – instrumenty perkusyjne